# Amédée Lemozi
Amédée Lemozi (11 janvier 1882 à Lentillac-du-Causse - 15 juin 1970 à Gramat dans le Lot) est un archéologue, spéléologue et préhistorien français.

## Biographie
Amédée Lemozi est né dans le Lot au Mas del Pech, hameau de la commune Lentillac-Lauzès (actuellement Lentillac-du-Causse) dans une famille de quatre enfants. Il est baptisé à l'église de Lentillac le 12 janvier.

### Études et vocation
En 1888, Amédée Lemozi fréquente l'école communale de Lentillac. En septembre 1893, il effectue avec sa famille son premier pèlerinage à pied jusqu'à Rocamadour, cité distante de 45 km. Il exprime le souhait de devenir prêtre.
De mars à novembre 1894, il suit les cours des Frères des écoles chrétiennes de Gramat. Une épidémie interrompt les cours. Le 14 octobre 1895, il entre en 7e au petit séminaire de Monfaucon. Motivé par son professeur d'histoire, le chanoine Edmond Albe, il explore les petites cavités de sa commune natale (grotte de Clary, cuzoul de Marcenac) et s'intéresse aux dolmens. Il découvre la revue Spelunca.
Le 12 octobre, il entre au Grand séminaire de Cahors. Il effectue son service militaire du 14 novembre 1903 au 18 septembre 1904 à Cahors. Le 6 octobre 1904, il retourne au Grand Séminaire. Il est ordonné sous-diacre le 17 décembre 1907, diacre le 14 mars 1908, prêtre le 29 juin 1908, puis vicaire à Rocamadour à partir du 13 août 1909. Il s'intéresse alors à la faune et à la flore de la vallée de l'Alzou. Sa collection sera distribuée aux habitants de Rocamadour en 1914.
De 1914 à mars 1919, il est mobilisé pour la Première Guerre mondiale, d'abord à Toulouse comme brancardier ; ensuite, il est rapidement envoyé à Senuc dans les Ardennes ; enfin il revient, à Toulouse en qualité d'infirmier, à la suite de problèmes de santé.
Son père décède à Cahors en 1915, sa mère meurt à l’âge de 87 ans à la fin du mois de novembre 1938 à Cabrerets.
En 1919, l'abbé Lemozi est nommé curé de Cabrerets. Il est apprécié par ses paroissiens et sait recueillir des renseignements sur les sites préhistoriques. Il fait souvent participer des adolescents à ses recherches et il les initie à l'archéologie.
Le 27 août 1934, la "Maison d'œuvres" qu'il a mise en place est inaugurée à Cabrerets en présence de Monseigneur l'évêque de Cahors.
La "Maison d'œuvres" est une maison familiale et ménagère où les jeunes filles de la région viennent trouver un enseignement ménager, aident les malades à domicile et accueillent et renseignent les visiteurs du Musée.
En 1935, Amédée Lemozi est nommé chanoine. Il édite plusieurs fascicules religieux et fait bâtir un oratoire, inauguré en 1960, dédié à la Vierge Marie qui se trouve à la sortie du village dans la vallée de la Sagne, au pied de la route qui conduit à la grotte du Pech Merle.
Le 21 octobre 1962, il célèbre sa dernière messe à Cabrerets, en tant que curé de la paroisse. Il se retire le 22 octobre au "Foyer Pierre Bonhomme" de Gramat. En juillet 1963, l’abbé Lemozi revient s’installer à Cabrerets. Il loge désormais à la "Maison d'œuvres". Il poursuit ses recherches archéologiques. En 1969, il retourne au foyer Pierre Bonhomme, à Gramat et y décède le 15 juin 1970.

### Recherches archéologiques
Grâce à une publication d'Armand Viré, Fouilles de Mr André Niederlender dans les dolmens et tumulus de la gare de Rocamadour (Monnoyer 1910), il s'oriente vers la Préhistoire. Il fait la connaissance d'Armand Viré et André Niederlender.
Il effectue ses premières fouilles, aidé par des enfants de la paroisse, dans les environs de Rocamadour : dolmens de Pech de Gourbières, tumuli du Mas de Pouget et grottes de Malbec (ou de Zachée) et de l'ermite. Il accumule une collection importante d'objets préhistoriques, base du futur musée de Cabrerets.
En 1912, Amédée Lemozi explore systématiquement les cavernes de la vallée de l'Alzou. Deux ans après André Niederlender, il fouille le porche d'entrée de la grotte de Linars. Il applique les techniques de fouille de l'époque issues de l'ouvrage de Joseph Déchelette.
Le 18 juin 1914, il commence les fouilles de l'abri Murat (commune de Rocamadour), datant du Magdalénien final. Il y découvre un mobilier très abondant (gravures sur os et galets calcaires). Le 23 mai, à l'abri Murat, il découvre la présence de gravures sur les parois. Il s'agit de la première découverte de ce type faite en Quercy. Les fouilles seront interrompues par la Première Guerre mondiale, reprises en 1919 et terminées en 1939. Armand Viré et André Niederlender y découvriront par la suite un crâne et Michel Lorblanchet y effectuera trois campagnes de fouille de 1981 à 1983.
Il diffuse ses découvertes dans sa publication mensuelle : Le Petit Nouvelliste de Cabrerets. Il côtoie de nombreux préhistoriens dont l'abbé Breuil.
En 1922, avec André Niederlender, il découvre les dessins préhistoriques de la grotte des Merveilles à Rocamadour. Elle est classée monument historique le 16 mai 1925.
Il étudie de nombreux sites de la région de Cabrerets. Toujours en 1922, André David, un enfant de sa paroisse, découvre le réseau inférieur de la grotte du Pech Merle. Amédée Lemozi décrit ce lieu exceptionnel, il publie en 1929 les résultats de son étude.
Le 2 décembre, à Cahors, il prononce une conférence sur la Préhistoire en Quercy qui inaugure les fêtes du 50e anniversaire de la fondation de la "Société des études du Lot".
De 1922 à 1924, il dirige les travaux du Pech Merle : topographie, puits d'accès, aménagements de la grotte, route d'accès au site, grâce au mécénat de M. Jean Lebaudy et Mlle de Gouvion Saint Cyr.
En 1930, grâce à l'aide de l'Alliance française, il fera 11 conférences en Angleterre ce qui lui vaudra une audience et une reconnaissance internationale.
En 1949, André David découvre le réseau du Combel de la grotte du Pech Merle. Amédée Lemozi en étudie les peintures découvertes.

## Musée Amédée Lemozi
Le 27 août 1934, le musée rassemblant les objets de sa collection de Préhistoire est inauguré dans une maison proche de l'église de Cabrerets. En 1942, le musée déménage au château de Cabrerets. À la suite de la vente de son château en 1964, le propriétaire Jean Lebaudy offre les collections à la commune de Cabrerets qui s'engage à construire un nouveau bâtiment. Celui-ci est ouvert au public le 5 avril 1981 sur le site du Pech Merle et devient Musée de préhistoire régionale du Lot Amédée Lemozi.
Les objets sont issus des collections déposées par Amédée Lemozi, André Niederlender, Raymond Lacam, Armand Viré, le docteur Cadiergues et par des apports plus récents comme ceux de Jean Clottes et Michel Lorblanchet. 160 gisements préhistoriques lotois y sont représentés (abri de Mas Viel (moustérien), Saint-Géry (périgordien), Cabrerets (solutréen), Sainte-Eulalie (magdalénien), abri Murat (magdalénien), abri Pagès, Cuzoul de Gramat, Roucadour...) ainsi que du matériel issu des fouilles menées sur des sites mégalithiques du Lot.
L'établissement a quatre missions :  initier à la préhistoire, préparer le visiteur à sa visite de la grotte du Pech Merle (des vitrines sont notamment consacrées à la partie Combel non visitable), assurer le dépôt et la restauration des collections, constituer un centre d'études de la préhistoire régionale. Le rez-de-chaussée, ouvert au public, est consacré aux salles d'exposition alors que le premier étage est réservé aux chercheurs (réserves, bibliothèque, laboratoire photographique).

## Distinctions
- Membre correspondant du ministère de l'Éducation nationale
- Chevalier de la Légion d'honneur, remise le 6 juin 1941 à Rocamadour, sur le rapport du ministre de l'Éducation nationale, en qualité de « Préhistorien, membre de la Société des études littéraires scientifiques et artistiques du Lot »
- Officier de l'ordre national du Mérite, remise le 20 juin 1965, en qualité de « curé, doyen de la Société préhistorique de France »
- Médaille d'argent du dévouement
- Membre de la Société préhistorique française et de la Société des études du Lot
- Plaquette en argent du Grand Tourisme
- Lampe des mineurs belges

## Ouvrages
- La Grotte temple du Pech Merle, un nouveau sanctuaire préhistorique, 1929, Picard, Paris.
- Grotte-Temple du Pech Merle, carnet de 15 cartes postales détachables, destiné aux visiteurs de la grotte, 1931.
- Le petit nouvelliste de Cabrerets-les-grottes (Lot) et du Canton de Lauzès, journal mensuel de 1933 à 1939.

## Sources et références
- Archéologie et archéologue, canton de Gramat (Lot), Association Racines, éditions du Ver Luisant.

1. ↑  Michel Lorblanchet, Pech-Merle, Lauzech, Boissoir Imprimerie, 2006, 43 p., page 42